# Guth Antal
Guth Antal, olykor Gúth (Szamoskóród, 1886. március 31. – Párizs, 1938. után) orvos, a Magyarországi Tanácsköztársaság idején 1919. április 3. és 1919. június 24 között munkaügyi és népjóléti, majd népjóléti és (köz)egészségügyi népbiztos, Karl Marx A tőke c. művének első magyar fordítója.

## Élete
Gúth Ede és Mittelmann Eugénia fia. Izraelita, utóbb római katolikus vallású. Politikai pályafutásának megkezdése előtt dolgozott az Orvosi Hetilapnál. 1915. július 31-én Budapesten házasságot kötött ómorviczai Heinrich Alice Georgina Mária Karolina orvostanhallgatóval, dr. ómoraviczai Heinrich Béla és kamjonkai Szemző Georgina lányával, akitől 1917-ben elvált. Az első világháborúban Szolnokon szolgált katonaorvosként, itt ismerkedett meg a szociáldemokrata mozgalommal. Szolnokon csatlakozott az 1918. november 24-én létrehozott Kommunisták Magyarországi Pártjához, s 1919 elején a párt szolnoki szervezetének elnöke lett. Miután februárban a pártvezetés nagy részét letartóztatták, az ún. második Központi Bizottság munkájában vett részt. A Magyarországi Tanácsköztársaság idején Bokányi Dezső javasolta munkaügyi és népjóléti népbiztosnak, így Guthot március 24-én megkapta kinevezését. A következő hónap végétől kezdve a fronton volt, mint frontszakaszparancsnok. 1919. május 9-én nyilatkozatot tett a Vörös Újságban, melyben a következőket mondta: „[…] meg fog történni végre […] az orvosi működés szocializálása. A cél az, hogy minden dolgozó ember ingyen, kellő orvosi kezeléshez és gyógyszerhez jusson. Átmenetileg ezt a célt a munkásbiztosító pénztárak működésének nagyarányú kiterjesztésével fogjuk elérni, mert nemsokára minden dolgozó proletár tagja lesz a pénztáraknak.” Ezzel megnyugtatta a pénztári, továbbá a pénztáron kívül praktizáló orvosokat a várható fejlemények tekintetében. 1919. május 17-én a szociáldemokrata Kunfi Zsigmonddal megbízást kapott, vizsgálja ki a székesfehérvári "ellenforradalom" eseményeit. Május 19-én a Forradalmi Kormányzótanács megbízásából Fejér megye biztosa volt, június 24-én megválasztották népjóléti és közegészségügyi népbiztossá. Ezek mellett a Budapesti Központi Forradalmi Munkás- és Katonatanács direktóriumának csakúgy, mint a kommün parlamentjének, a Tanácsok Országos Gyűlésének, illetve az országos gyűlés által választott Szövetséges Központi Intéző Bizottságnak is tagja volt. A diktatúra bukása után az új rendszer többek közt a Budapesti királyi Orvosegyesület 15 tagú bizottságának kiküldését határozta el, mely 22 tag kizárását, továbbá 11 tag megintését javasolta, melyet az 1920. május 19-én összehívott rendkívüli közgyűlés megszavazott. A kizártak között volt Madzsar József mellett Guth Antal is. Guth a bukás után Bécsbe emigrált, ahol - a Munkásmozgalomtörténeti lexikon szerint a KMP megbízásából - lefordította Karl Marx A tőke: a közgazdaságtan bírálata című művének első kötetét. 1919 októberében Bécsben zsarolás kísérlete és  fenyegetés miatt letartóztatták és átadták a bécsi országos törvényszéknek. A Budapesti Hírlap 1928-as száma szerint akkoriban Guth a Szovjetunióban tartózkodott. Később Franciaországba költözött, s itt is halt meg.